# Луций Корнелий Лентул (проконсул)
Вижте пояснителната страница за други личности с името Луций Корнелий Лентул.
Луций Корнелий Лентул (на латински: Lucius Cornelius Lentulus) е римски сенатор и политик.
Той принадлежи към клон Лентули на фамилията Корнелии. Вероятно е син на Луций Корнелий Лентул (консул 130 пр.н.е.).
Лентул става претор и през 82 пр.н.е. проконсул в провинция Азия. Той е известен от надпис в Родос.
Той е вероятно баща на Луций Корнелий Лентул Нигер от 69 пр.н.е. Flamen Martialis.